# El paisano
El paisano (La paisana en su segunda temporada) es un programa de televisión producido por Televisión Española y Brutal Media para su emisión en La 1, aunque inicialmente estaba pensado para La 2. Se estrenó el 18 de mayo de 2018, donde Leo Harlem (Pablo Chiapella en su primera temporada, Eva Hache en la segunda, Edu Soto en la tercera y Jorge Cadaval en su cuarta) viaja en busca de pueblos españoles de menos de mil habitantes. El programa ha estado inspirado en el programa de la televisión catalana El Foraster, presentado por Quim Masferrer en 2013.

## Formato
El objetivo del paisano es, en cuarenta y ocho horas, conocer el mayor número posible de personas del pueblo para conocer sus historias y poder crear un monólogo que presentará a los habitantes durante la última noche en el teatro. De esta manera, los protagonistas del programa son simplemente los habitantes.
El monólogo mezcla el humor del «paisano» con algunas de las partes más emblemáticas del paso del presentador por el pueblo. El programa pretende reivindicar la particularidad y la esencia familiar de aquellos pueblos que no superan los mil habitantes.
El espacio está basado en el formato danés Comedy on the Edge y es, a su vez, la versión nacional del programa El foraster, emitido en TV3 para Cataluña. En el canal asturiano TPA7 se emite otra versión del programa bajo el nombre de Pueblos, presentado por Sonia Fidalgo. También se emite un programa de similares características en ETB1 titulado Herri Txiki, Infernu Handi presentado por el exfutbolista Zuhaitz Gurrutxaga y el presentador de televisión Mikel Pagadizabal.

## Equipo

### Presentadores
| Pablo Chiapella | Actor, cómico y presentador de televisión   |  |  |  |  |  |  |  |
| Eva Hache       | Actriz, cómica y presentadora de televisión |  |  |  |  |  |  |  |
| Edu Soto        | Actor y cómico                              |  |  |  |  |  |  |  |
| Jorge Cadaval   | Humorista                                   |  |  |  |  |  |  |  |
| Leo Harlem      | Actor y cómico                              |  |  |  |  |  |  |  |
| Eva Isanta      | Actriz y cómica                             |  |  |  |  |  |  |  |

## Audiencias

### Temporada 1 (2018)
- Presentado por Pablo Chiapella.

| Programa | Pueblo               | Fecha de emisión     | Audiencia         |
| -------- | -------------------- | -------------------- | ----------------- |
| 1        | Burgui               | 18 de mayo de 2018   | 1 990 000 (12,2%) |
| 2        | Almonaster la Real   | 25 de mayo de 2018   | 2 108 000 (13,4%) |
| 3        | Calabardina          | 1 de junio de 2018   | 1 535 000 (9,9%)  |
| 4        | Torrellas            | 8 de junio de 2018   | 1 946 000 (12,4%) |
| 5        | La Alberca           | 15 de junio de 2018  | 1 878 000 (11,7%) |
| 6        | Tazones              | 22 de junio de 2018  | 1 666 000 (12,4%) |
| 7        | Canillas de Aceituno | 29 de junio de 2018  | 1 492 000 (11,4%) |
| 8        | Artenara             | 6 de julio de 2018   | 1 321 000 (10,1%) |
| 9        | Motilleja            | 13 de julio de 2018  | 1 384 000 (11,3%) |
| 10       | Sardiñeiro           | 20 de julio de 2018  | 1 420 000 (12,5%) |
| 11       | Sotés                | 27 de julio de 2018  | 1 491 000 (14,0%) |
| 12       | Cofrentes (I)        | 3 de agosto de 2018  | 1 338 000 (12,4%) |
| 13       | Cofrentes (II)       | 10 de agosto de 2018 | 1 246 000 (11,4%) |

### Temporada 2 (2019-2020)
- Presentado por Eva Hache.

| Programa | Pueblo                 | Fecha de emisión         | Audiencia        |
| -------- | ---------------------- | ------------------------ | ---------------- |
| 14       | Artajona               | 6 de septiembre de 2019  | 1 084 000 (8,7%) |
| 15       | Calaceite              | 13 de septiembre de 2019 | 1 168 000 (8,0%) |
| 16       | Chulilla               | 20 de septiembre de 2019 | 1 196 000 (8,7%) |
| 17       | Añora                  | 27 de septiembre de 2019 | 964 000 (7,0)    |
| 18       | Elciego                | 11 de octubre de 2019    | 1 174 000 (8,5%) |
| 19       | Alfoz de Lloredo       | 25 de octubre de 2019    | 1 339 000 (8,7%) |
| 20       | Oña                    | 8 de noviembre de 2019   | 1 197 000 (7,8%) |
| 21       | Rascafría              | 15 de noviembre de 2019  | 1 167 000 (7,7%) |
| 22       | Zahara de la Sierra    | 22 de noviembre de 2019  | 1 177 000 (7,3%) |
| 23       | Comares                | 3 de abril de 2020       | 1 283 000 (6,7%) |
| 24       | El Toboso              | 10 de abril de 2020      | 1 481 000 (7,6%) |
| 25       | Lloret de Vista Alegre | 17 de abril de 2020      | 1 436 000 (7,6%) |

### Temporada 3 (2019)
- Presentado por Edu Soto.

| Programa | Pueblo          | Fecha de emisión        | Audiencia        |
| -------- | --------------- | ----------------------- | ---------------- |
| 26       | Es Migjorn Gran | 29 de noviembre de 2019 | 1 123 000 (7,6%) |
| 27       | Elanchove       | 6 de diciembre de 2019  | 1 117 000 (7,4%) |
| 28       | Arredondo       | 13 de diciembre de 2019 | 1 185 000 (7,9%) |
| 29       | Cuacos de Yuste | 20 de diciembre de 2019 | 1 263 000 (8,1%) |
| 30       | Covarrubias     | 27 de diciembre de 2019 | 1 216 000 (8,1%) |
| 31       | El Berrueco     | 27 de diciembre de 2019 | 854 000 (6,2%)   |

### Temporada 4 (2020)
- Presentado por Jorge Cadaval.

| Programa | Pueblo  | Fecha de emisión    | Audiencia        |
| -------- | ------- | ------------------- | ---------------- |
| 32       | Ainsa   | 22 de abril de 2020 | 1 689 000 (8,8%) |
| 33       | Ezcaray | 29 de abril de 2020 | 1 473 000 (7,8%) |
| 34       | Artiés  | 6 de mayo de 2020   | 1 413 000 (7,8%) |
| 35       | Mojácar | 13 de mayo de 2020  | 1 142 000 (6,2%) |

### Temporada 5 (2020)
- Presentado por Leo Harlem

| Programa | Pueblo             | Fecha de emisión        | Audiencia        |
| -------- | ------------------ | ----------------------- | ---------------- |
| 36       | Montanejos         | 12 de noviembre de 2020 | 1 313 000 (7,9%) |
| 37       | Rubielos de Mora   | 19 de noviembre de 2020 | 1 227 000 (7,3%) |
| 38       | Peñaranda de Duero | 26 de noviembre de 2020 | 1 230 000 (7,1%) |
| 39       | Cogolludo          | 3 de diciembre de 2020  | 1 105 000 (6,5%) |
| 40       | Alaejos            | 10 de diciembre de 2020 | 1 207 000 (7,0%) |
| 41       | Puerto de Vega     | 17 de diciembre de 2020 | 1 123 000 (6,7%) |
| 42       | Alcalá del Júcar   | 17 de diciembre de 2020 | 959 000 (7,1%)   |
| 43       | Iznatoraf          | 7 de enero de 2021      | 1 680 000 (9,7%) |

|+  style="text-align:center; background:red; color:white;"

## Audiencia media de todas las temporadas
Para que el programa continúe tiene que superar de media en la última temporada 1.000.000 millón de audiencia.